# (5186) Donalu
(5186) Donalu (1990 SB4) – planetoida z grupy pasa głównego asteroid okrążająca Słońce w ciągu 4,14 lat w średniej odległości 2,58 j.a. Odkryta 22 września 1990 roku.